# Col·legi de les Mares Escolàpies (Figueres)
Col·legi de les Mares Escolàpies és un edifici del municipi de Figueres (Alt Empordà) inclòs en l'Inventari del Patrimoni Arquitectònic de Catalunya.

## Descripció
Edifici situat al centre històric. Edifici entre mitgeres. La façana està dividida en dos cossos: l'edifici del convent i el del col·legi. El primer, de dos plantes, però de la mateixa alçada que l'escolar, separa els dos nivells per cornisa. A l'inferior trobem la porta d'entrada de doble arc ogival, i en el superior rosassa. Emmarquen aquesta façana pels extrems, dos cossos verticals amb motius decoratius d'inspiració gòtica. L'edifici del col·legi té tres plantes amb finestres rectangulars i nivells fortament diferenciats per cornises. Per sobre del darrer pis, hi ha doble cornisa separada per un fris. I per sobre, definint l'eix central de la façana, un motiu ornamental a manera de timpà.

## Història
1829, arribada a Figueres de les Rvdes. Mares Escolàpies. Després de molts canvis d'allotjament, el 1885 (1 de gener) es posa la primera pedra de l'actual església de les escolàpies a l'antic carrer Perolada, ara Tapis. A la inauguració de l'església, el 1886, va assistir el bisbe Tomàs Sivilla. Actualment: escola privada concertada i confessional que ofereix com un servei a l'educació integral i mitxa de la infància i la joventut (2n. Cicle d'Educació Infantil, Educació Primària i Educació Secundària Obligatòria). Regenta la Titularitat de l'Escola la congregació de Filles de Maria Religioses de les Escoles Pies (Escolàpies).